# Ombra della sera
Ombra della sera (pl. Wieczorny cień) – figura wotywna wykonana z brązu z III w. p.n.e., przykład sztuki etruskiej. Należy do zbiorów Museo etrusco Guarnacci w Volterze.
Została znaleziona w grobowcu w toskańskiej Volterze, starożytnym etruskim Velathri, a potem rzymskim mieście. Ma wysokość 57,5 cm – ciało postaci jest nienaturalnie rozciągnięte, podczas gdy głowa zachowuje prawidłowe proporcje. Ze względu na swój oryginalny kształt – nadzwyczajne wydłużenie, została nazwana „wieczornym cieniem”. Nazwę tę miał nadać rzeźbie poeta Gabriele D’Annunzio, gdyż wydłużona sylwetka postaci przypominała mu długi cień rzucany u schyłku dnia. 
W 1737 roku uczony z Florencji, Anton Francesco Gori, wydał swoje dzieło pt. Museum Etruscum, gdzie rzeźba została po raz pierwszy opisana. Gori opisał ją jako postać bożka. Należała wtedy do erudyty i kolekcjonera sztuki antycznej Filippa Buonarroti, potomka Michała Anioła. Prawdopodobnie w okresie między 1744 a 1761 rokiem figura trafiła do zbiorów kolekcjonera Mario Guarnacci, który w 1761 roku przekazał swoje zbiory archeologiczne i bibliotekarskie muzeum w Volterze, noszącym obecnie jego nazwisko.
Ze względu na często pojawiające się opinie podważające autentyczność rzeźby, Museo etrusco Guarnacci zleciło analizę stopów wykonywaną nieinwazyjną metodą spektroskopii laserowej (LIPS). Analiza potwierdziła skład brązu typowy dla epoki etruskiej – o średniej zawartości miedzi, cyny i ołowiu, odpowiednio, 71%, 14%, 15%, a także, że figura przez wiele lat przebywała pod ziemią.
Często wskazywane jest podobieństwo tej rzeźby do dzieł surrealistycznego artysty Alberta Giacometti.